# Gro Harlem Brundtland
Gro Harlem Brundtland (Bærum, 20. travnja 1939.) je norveška političarka i liječnica.
Za liječnika je obrazovana na sveučilištu u Oslu. Magistrirala je u oblasti javnog zdravlja godine 1965.
Bila je ministrica ekologije od 1976. do 1979.
Od 9. svibnja 1986. do 16. listopada 1989. i od 3. studenog 1990. do 25. listopada 1996. bila je predsjednica vlade. 1992. daje ostavku na mjesto lidera Laburističke stranke.
Postaje glavnom direktoricom Svjetske zdravstvene organizacije, i to svibnja 1998.
Dobila je nagradu grada Aachena godine 1994.